# Bray Head
Bray Head är en udde i republiken Irland.   Den ligger i grevskapet Wicklow och provinsen Leinster, i den östra delen av landet, 20 km sydost om huvudstaden Dublin.
Terrängen inåt land är huvudsakligen kuperad, men norrut är den platt. Havet är nära Bray Head åt nordost.  Närmaste större samhälle är Dublin, 19,8 km nordväst om Bray Head. 